# Benzofenona
A benzofenona, uma cetona aromática, é um composto importante na fotoquímica orgânica e na perfumaria bem como em síntese orgânica. É uma substância cristalina branca com odor de rosas, insolúvel em água, ponto de fusão 47,9 °C, ponto de ebulição 305-306 °C.
A radiação ultravioleta (UV) é mais energética que a luz visível e assim pode alterar as propriedades físicas e a aparência de substâncias orgânicas. 
A benzofenona age como filtro óptico pois ela é capaz de utilizar a energia da radiação UV para se excitar e na volta para o estado fundamental ela dissipa essa energia em forma de calor para o ambiente ao invés de emitir radiação. Isso é possível devido à benzofenona possuir seus estados de singleto e tripleto muito próximos entre si em energia, o que torna possível a dissipação de energia por cruzamento intersistema seguido de decaimento sem radiação.
Assim, a benzofenona é usada em produtos como perfumes e sabonetes para prevenir que a luz ultravioleta degrade o odor e a cor desses produtos. Ela também pode ser adicionada a embalagens plásticas para estas bloquearem os raios UV protegendo o produto em seu interior, além de ser componente dos filtros solares.
Também por ser capaz de passar pelo estado excitado tripleto, que é radicalar e muito energético, a benzofenona pode abstrair facilmente um átomo de hidrogênio de uma molécula doadora para formar o radical difenilhidroximetil.

## Possíveis efeitos sobre a saúde
Um número crescente de produtos químicos presentes no ambiente são suspeitos de atuarem como disruptores endócrinos – em inglês: endocrine disruptors (EDs) -  causando distúrbios na síntese, secreção, transporte, ligação, ação ou eliminação de hormônios endógenos. Interferem, portanto, no metabolismo, na diferenciação sexual e na função reprodutiva, tanto em animais como seres humanos. Os filtros de radiação ultravioleta (UV) representam uma nova classe de substâncias ativas como EDs. 
Recentemente, tem havido um aumento da atenção à possibilidade de efeitos de saúde adversos associados aos compostos sintéticos presentes em muitos filtros solares. 
Um estudo publicado em abril de 1992, intitulado "Poderiam os filtros solares aumentar o risco de melanoma?" relatou que os maiores riscos de melanoma ocorreram nas regiões onde o uso de filtro solar era mais prevalente. Embora se possa imaginar que isto se deva ao fato de que filtros solares são mais usados em regiões onde as pessoas se expõem mais à luz UV, o estudo mostra que a incidência de melanoma se relaciona fortemente ao uso de filtros solares, independentemente da exposição ao UV. 
Segundo Gonzalez et al.  um filtro solar disponível no comércio, contendo 4% de benzofenona-3 (também referida como BP-3 ou BZ-3) foi aplicada topicamente em 25 voluntários por 5 dias, de manhã e à noite. A urina foi analisada durante esses cinco dias e nos cinco dias após a última aplicação. Um grupo foi exposto a radiação UV e o outro não. Cerca de 3,7 % da quantidade de BP-3 aplicada foi encontrada na urina. Não houve diferença significativa entre os dois grupos.
Segundo Suzuki e colaboradores,  as benzofenonas hidroxiladas apresentaram  atividade estrogênica in vitro sobre as células mamárias cancerígenas MCF-7 (células sensíveis ao estrogênio). 
Em outro estudo sobre filtros solares UV, Schlumpf et al. verificaram que, de cada seis amostras de leite materno avaliadas, cinco apresentaram resíduos de BP-3 e de metoxicinamato de octila (OMC) - um outro filtro solar.